# 皮沙山
46°48′50.5″N 9°56′50.6″E / 46.814028°N 9.947389°E
皮沙山（Pischahorn），是瑞士的山峰，位於該國東南部，由格勞賓登州負責管轄，屬於薩姆瑙恩阿爾卑斯山脈的一部分，海拔高度2,980米，每年平均降雨量1,729毫米。